# Göran Bundy
Göran Fredrik Bundy, född 10 juni 1921 i Malmö, död 8 augusti 2018 i Ystad, var en svensk diplomat och jurist.

## Biografi
Bundy var son till Håkan Bundy och Märta Thorell. Han tog juris kandidatexamen i Lund 1946 och tjänstgjorde vid Utrikesdepartementet (UD) 1948 och 1953. Han tjänstgjorde därefter i Prag 1949, Paris 1950, Canberra 1957, Kairo 1958 och Teheran 1960. Bundy var förste sekreterare vid UD 1960, byrådirektör 1963, tillförordnad chargé d’affaires i Nicosia 1964, handelsråd i Washington 1965, kansliråd vid UD 1971 och ambassadråd i Helsingfors 1972. Han var sändebud i Kuwait, Qatar, Bahrain samt Förenade Arabemiraten 1977–1980, Teheran 1980-1985 och hade tjänst vid UD i Stockholm 1985–1986.
Tillsammans med systern Eva grundade Bundy år 2013 Eva och Göran Bundys stiftelse till stöd för medicinsk forskning vid Lunds universitet för att stödja forskning inom kardiologi och neurologi.